# Árni
Árni ist ein isländischer und färöischer männlicher Vorname.

## Herkunft und Bedeutung
Árni ist eine altnordische, isländische und färöische Form des Namens Arni und bedeutet „Adler“ (im deutschsprachigen Raum ist die Form Arne/Arno verbreitet, zur Etymologie siehe dort).
Der Name Árni gehörte 2011 zu den 15 beliebtesten Namen in Island.

## Namensträger
- Árni Gautur Arason (* 1975), isländischer Fußballtorwart
- Árni Páll Árnason (* 1966), isländischer Politiker
- Árni Egilsson (* 1939), isländischer Bassist und Komponist (Klassische Musik und Jazz)
- Árni Þór Hallgrímsson (* 1968), isländischer Badmintonspieler
- Árni Johnsen (1944–2023), isländischer Politiker
- Árni Magnússon (1663–1730), isländischer Gelehrter
- Árni Mathiesen (* 1958), isländischer Politiker
- Árni Óðinsson (* 1950), isländischer Skirennläufer
- Árni Þór Sigtryggsson  (* 1985), isländischer Handballspieler
- Árni Sigurðsson (* 1941), isländischer Skirennläufer
- Árni Þór Sigurðsson (* 1960), isländischer Politiker
- Árni Þorláksson (1237–1298), von 1269 bis 1298 isländischer Bischof in Skálholt